# Posle duge tišine
Posle duge tišine je epizoda Dilan Doga objavljena u Srbiji premijerno u svesci br. 153. u izdanju Veselog četvrtka. Sveska je objavljena 31.10.2019. Koštala je 270 din (2,3 €; 2,7 $). Imala je 94 strane.

## Originalna epizoda
Originalna epizoda pod nazivom Dopo un lungo silenzio objavljena je premijerno u br. 362. regularne edicije Dilana Doga u Italiji u izdanju Bonelija. Izašla je 28.10.2016. Epizodu je nacrtao Đanpijero Kasertano, a scenario je napisao Ticiano Sklavi. Koštala je 3,9 €.

## Kratak sadržaj
Dilan proslavlja izjavu ljubavi sa svojom devojkom Kristal. Iako je prestao da pije, pristaje da popije još samo jednu čašicu. Ovo ga ponovo vraća u nezaustavljivo opijanje. Kratko nakon toga, Dilana posećuje Oven Trevers, takođe notorni pijanica, kome se tokom usamljenih noći priviđa preminula supruga Idit. Oven smatra da se radi o duhu. Dilanu je sve gore, ali najpre odlazi na Oksford da porazgovara sa profesorom Dž. Adamsom, koji se bavi duhovima (pojavljivao se ranije u epizodama Feniks, Osmeh mračne dame i U ime oca), a potom poziva i madam Trelovski koja sa svojom ekipom ne uspeva da otkrije prisustvo duha u Ovenovoj kući. Dilan kreće na grupnu terapiju za odvikavanje od alkoholizma i nagovara Ovena da i on pokuša da uradi isto. 

### Značaj epizode
Prof.Adams sugeriše glavnu ideju epizode po kojoj duhovi nastaju kao ljudska potreba da se ne pomiri sa sudbinom kada nekog izgubi. Oven Trevers simboliše ovu ideju, jer njemu duhovi počinji da se priviđaju tek kada mu supruga umre. 

### Inspiracija filmom
Dilan i Kristal gledaju film Brajana de Palme Fantom iz raja (1976). Dilan ovaj film gleda po 26 put. Kada Dilan kaže da gleda ovaj film da bi ponovo osetio duhove, Kristal primećuje da svi duhovi ionako dolaze iz ljudske mašte.